# Liga Premier de Tailandia 2015
La Liga Premier de Tailandia 2015 (también conocida como Toyota Thai Premier League debido al patrocinio de  Toyota) es la 19.ª temporada de la Liga Premier de Tailandia, desde su establecimiento en 1996. Un total de 18 equipos compitieron en la liga. La temporada comenzó el 14 de febrero y terminó el 13 de diciembre.
El Buriram United es el campeón defensor, habiendo ganado su tercer título en la temporada anterior.

## Equipos
Un total de 18 equipos jugarán la liga, 15 equipos de la temporada anterior, y tres promovidos de la División 1 de Tailandia.
Los equipos Police United, PTT Rayong, Songkhla United, Air Force Central y GSE Samut Songkhram fueron relegados a la edición 2015 de la División 1 de Tailandia después de finalizar la temporada anterior. Ellos fueron reemplazados por los mejores tres equipos de la División 1 de Tailandia 2014: Nakhon Ratchasima, Saraburiv FC y el Navy FC.

### Ciudades y estadios
| Equipo            | Provincia         | Estadio              | Capacidad |
| ----------------- | ----------------- | -------------------- | --------- |
| Army United       | Bangkok           | Thai Army Sports     | 20,000    |
| Bangkok Glass FC  | Pathumthani       | Leo                  | 13,000    |
| Bangkok United    | Bangkok           | Thai-Japanese        | 10,320    |
| BEC Tero Sasana   | Bangkok           | 72 Aniversario       | 10,000    |
| Buriram United    | Buriram           | New I-Mobile         | 32,600    |
| Chainat Hornbill  | Chainat           | Chainat              | 12,000    |
| Chiangrai United  | Chiang Rai        | Unido Chiangrai      | 15,000    |
| Chonburi          | Chonburi          | Municipal Chonburi   | 8,500     |
| Muangthong United | Nonthaburi        | Yamaha               | 15,000    |
| Nakhon Ratchasima | Nakhon Ratchasima | 80th Birthday        | 28,000    |
| Navy              | Chonburi          | Sattahip Navy        | 12,500    |
| Osotspa FC        | Bangkok           | Rajamangala          | 49,722    |
| Port              | Bangkok           | PAT                  | 12,308    |
| Ratchaburi        | Ratchaburi        | Ratchaburi           | 10,000    |
| Saraburi FC       | Saraburi          | Saraburi             | 6,000     |
| Sisaket FC        | Sisaket           | Sri Nakhon Lamduan   | 10,000    |
| Suphanburi FC     | Suphanburi        | Municipal Suphanburi | 18,000    |
| TOT SC            | Bangkok           | TOT Chaeng Watthana  | 5,000     |

### Cambios de nombre
- El Osotspa Saraburi revirtió el cambio de nombre a Osotspa.
- El Singhtarua cambió de nombre a Port.

### Jugadores extranjeros
El número de jugadores foráneos es restringido a 5 por equipo. Un equipo puede usar hasta cuatro extranjeros en el campo por juego al mismo tiempo, incluyendo al menos un jugador de algún país de la  AFC.
| Club              | Jugador 1          | Jugador 2         | Jugador 3         | Jugador 4        | Jugador 5            |
| ----------------- | ------------------ | ----------------- | ----------------- | ---------------- | -------------------- |
| Army United       | Tangeni Shipahu    | Melvin de Leeuw   | Hassan Sunny      | Zdenko Kaprálik  | Kai Hirano           |
| Bangkok Glass FC  | Matt Smith         | Leandro           | Darko Tasevski    | Lazarus Kaimbi   | Goshi Okubo          |
| Bangkok United    | Leandro Tatu       | Romain Gasmi      | Kalifa Cissé      | Dragan Boškovic  | Mike Temwanjera      |
| BEC Tero Sasana   | Gilbert Koomson    | Fodé Diakité      | Ivan Bošković     | Bojan Beljić     | Son Dae-ho           |
| Buriram United    | Diogo              | Gilberto Macena   | Kayne Vincent     | Andrés Túñez     | Go Seul-ki           |
| Chainat Hornbill  | Alex               | Michaël Murcy     | Borce Manevski    | Jo Tae-Keun      | Park Jung-Soo        |
| Chiangrai United  | Fernando Abreu     | Renan Marques     | Renatinho         | Kazuki Murakami  | Keita Sugimoto       |
| Chonburi          | Anderson           | Juliano Mineiro   | Leandro Assumpção | Thiago Cunha     | Cho Byung-kuk        |
| Muangthong United | Cleiton Silva      | Naoki Aoyama      | Mario Đurovski    | Kim Dong-Jin     |                      |
| Nakhon Ratchasima | Lee Tuck           | Björn Lindemann   | Dominic Adiyiah   | Noah Chivuta     | Satoshi Nagano       |
| Navy              | Michael Cvetkovski | David Bayiha      | Georgie Welcome   | Anggello Machuca | Jun M. Davidson      |
| Osotspa           | Addison Alves      | Jeferson          | Anthony Moura     | OJ Obatola       | Diogo Rangel         |
| Port              | Brent McGrath      | Diarra Ali        | Hironori Saruta   | Gorka Unda       | Lee Ho               |
| Ratchaburi FC     | Bruno Lopes        | Heberty           | Flavien Michelini | Henri Jöel       | Genki Nagasato       |
| Saraburi          | Douglas            | Bernard Henri     | Bireme Diouf      | Guy Hubert       | Dai Min-Joo          |
| Sisaket           | Francesco Stella   | Victor Amaro      | Gerasim Zakov     | Lyuben Nikolov   | Adefolarin Durosinmi |
| Suphanburi        | André Luís         | Márcio Rosário    | Sergio van Dijk   | Carmelo González | Lee Seung-hee        |
| TOT               | Bas Savage         | Takahiro Kawamura | Lee Jun-Ki        |                  |                      |

## Tabla de posiciones
|     | Equipos de fútbol | PJ | G  | E  | P  | GF | GC | Dif | Pts |
| --- | ----------------- | -- | -- | -- | -- | -- | -- | --- | --- |
| 01. | Buriram United    | 34 | 25 | 9  | 0  | 98 | 24 | +74 | 84  |
| 02. | Muangthong United | 34 | 21 | 8  | 5  | 81 | 35 | +46 | 71  |
| 03. | Suphanburi FC     | 34 | 16 | 11 | 7  | 60 | 39 | +21 | 59  |
| 04. | Chonburi FC       | 34 | 15 | 12 | 7  | 62 | 44 | +18 | 57  |
| 05. | Bangkok United    | 34 | 16 | 9  | 9  | 59 | 47 | +12 | 57  |
| 06. | Bangkok Glass FC  | 34 | 15 | 11 | 8  | 47 | 38 | +9  | 56  |
| 07. | Ratchaburi FC     | 34 | 17 | 4  | 13 | 48 | 50 | -2  | 55  |
| 08. | Nakhon Ratchasima | 34 | 13 | 10 | 11 | 37 | 43 | -6  | 49  |
| 09. | Chiangrai United  | 34 | 12 | 8  | 14 | 42 | 57 | -15 | 44  |
| 10. | Army United       | 34 | 11 | 8  | 15 | 43 | 47 | -4  | 41  |
| 11. | Osotspa FC        | 34 | 10 | 9  | 15 | 40 | 54 | -14 | 39  |
| 12. | Chainat Hornbill  | 34 | 9  | 10 | 15 | 42 | 53 | -11 | 37  |
| 13. | Sisaket FC        | 34 | 9  | 9  | 16 | 30 | 47 | -11 | 37  |
| 14. | Saraburi FC       | 34 | 8  | 11 | 15 | 41 | 56 | -15 | 35  |
| 15. | Navy              | 34 | 10 | 5  | 19 | 42 | 65 | -23 | 35  |
| 16. | BEC Tero Sasana   | 34 | 7  | 14 | 13 | 42 | 51 | -9  | 35  |
| 17. | Port FC           | 34 | 10 | 3  | 21 | 31 | 49 | -18 | 33  |
| 18. | TOT FC            | 34 | 3  | 7  | 24 | 25 | 71 | -46 | 16  |

Pts = Puntos; PJ = Partidos jugados; G = Partidos ganados; E = Partidos empatados; P = Partidos perdidos; GF = Goles anotados; GC = Goles recibidos; Dif = Diferencia de goles

(C) = Campeón; (D) = Descendido; (P) = Promovido; (E) = Eliminado; (O) = Ganador de Play-off; (A) = Avanza a siguiente ronda.

Fuente:
|  | Liga de Campeones de la AFC 2016                |
|  | Play-Off de la Liga de Campeones de la AFC 2016 |
|  | Descenso a la División 1 de Tailandia           |

## Estadísticas

### Goleadores
Al 13 de diciembre de 2015.
| Lugar | Jugador         | Club              | Goles |
| ----- | --------------- | ----------------- | ----- |
| 1     | Diogo           | Buriram United    | 33    |
| 2     | Cleiton Silva   | Muangthong United | 25    |
| 3     | Gilberto Macena | Buriram United    | 21    |
| 4     | Mario Djurovski | Muangthong United | 20    |
| 5     | Thiago Cunha    | Chonburi          | 19    |
| 5     | Heberty         | Ratchaburi        | 19    |

### Asistentes
Al 13 de diciembre de 2015.
| Lugar | Jugador             | Club              | Asistencias |
| ----- | ------------------- | ----------------- | ----------- |
| 1     | Theeraton Bunmathan | Buriram United    | 19          |
| 2     | Jakkapan Pornsai    | Suphanburi        | 14          |
| 3     | Teerasil Dangda     | Muangthong United | 13          |
| 4     | Mario Djurovski     | Muangthong United | 12          |
| 5     | Gilberto Macena     | Buriram United    | 11          |
| 5     | André Luís          | Suphanburi        | 11          |